# Salles-sur-l’Hers
Salles-sur-l’Hers település Franciaországban, Aude megyében. Lakosainak száma 752 fő (2022. január 1.). Salles-sur-l’Hers Belflou, Cumiès, Fajac-la-Relenque, La Louvière-Lauragais, Marquein, Montauriol, Sainte-Camelle és Saint-Michel-de-Lanès községekkel határos.

## Népesség
A település népessége az elmúlt években az alábbi módon változott:
| Lakosok száma | 538  | 528  | 476  | 570  | 673  | 697  | 701  | 707  | 715  | 752  |
|               | 1968 | 1982 | 1990 | 2006 | 2013 | 2015 | 2017 | 2019 | 2020 | 2022 |